# لنا کورما

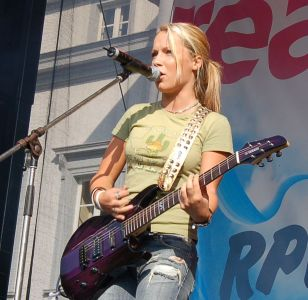
لنا کورما در سال ۲۰۰۵

لنا کورما (استونیایی: Lenna Kuurmaa؛ زادهٔ ۲۶ سپتامبر ۱۹۸۵) یک خواننده پاپ، نوازنده گیتار و بازیگر اهل استونی است.
وی که از اعضای گروه وانیلا نینیا بوده به همراه این گروه در مسابقات مسابقه آواز یوروویژن ۲۰۰۵ به نمایندگی از کشور سوئیس شرکت کرده است.

## آلبوم‌ها
- لنا (۲۰۱۰)
- Teine (۲۰۱۳)
- Moonland (Feat. Lenna Kuurmaa) (۲۰۱۴)